# 樟叶越桔
樟叶越桔（学名：Vaccinium dunalianum）为杜鹃花科越桔属下的一种植物。分布于中国西南地区以及不丹、印度、缅甸和越南等地。

## 用途
樟叶越桔的页芽在云南用作彝族的传统茶饮雀嘴茶。

## 扩展阅读
- 維基物種上的相關：樟叶越桔